# Huracán Willa
El huracán Willa fue el ciclón tropical más fuerte en tocar tierra en el estado mexicano de Sinaloa, municipio de Escuinapa, desde el huracán Lane en 2006. La vigésima-segunda tormenta nombrada, el la decimotercera huracán, la décima huracán mayor (categoría 3 a mayor de la Escala de huracanes de Saffir-Simpson) y la tercera consecutiva huracán de categoría 5 (Lane y Walaka) de la hiperactividad temporada de huracanes del Pacífico de 2018, Los orígenes del huracán Willa era una zona tropical, la ola que el Centro Nacional de Huracanes (NHC) comenzó a monitorear la ciclogénesis tropical en el suroeste del Mar Caribe, el 14 de octubre. Posteriormente, el sistema cruzó Centroamérica hacia el Pacífico Oriental, sin una organización significativa. El Centro Nacional de Huracanes continuó rastreando la perturbación hasta que se convirtió en una depresión tropical el 20 de octubre, frente a las costas del suroeste de México. Más tarde en el día, el sistema se convirtió en una tormenta tropical a medida que comenzó a intensificarse rápidamente. El 21 de octubre, Willa se convirtió en un huracán mayor de categoría 4, antes de seguir fortaleciéndose a la intensidad de categoría 5 al día siguiente. Posteriormente, una combinación de un ciclo de reemplazo de la pared del ojo y el aumento de la cizalladura del viento debilitaron el huracán y, a principios del 24 de octubre, Willa tocó tierra como un huracán de categoría 3, en Sinaloa, en el noroeste de México. Luego de tocar tierra en Escuinapa, al sur de Sinaloa, colindando con Nayarit, Willa se debilitó rápidamente y se disipó más tarde el mismo día en el noreste de México.
En el estado de Nayarit, Willa mató a cuatro personas, tres se ahogaron a lo largo del río San Pedro y la otra fue descubierta por los pescadores. Las fuertes lluvias mataron a dos personas en Heroica Nogales, Sonora. Allí, las inundaciones arrasaron automóviles y entraron a hogares y negocios.

## Historia meteorológica

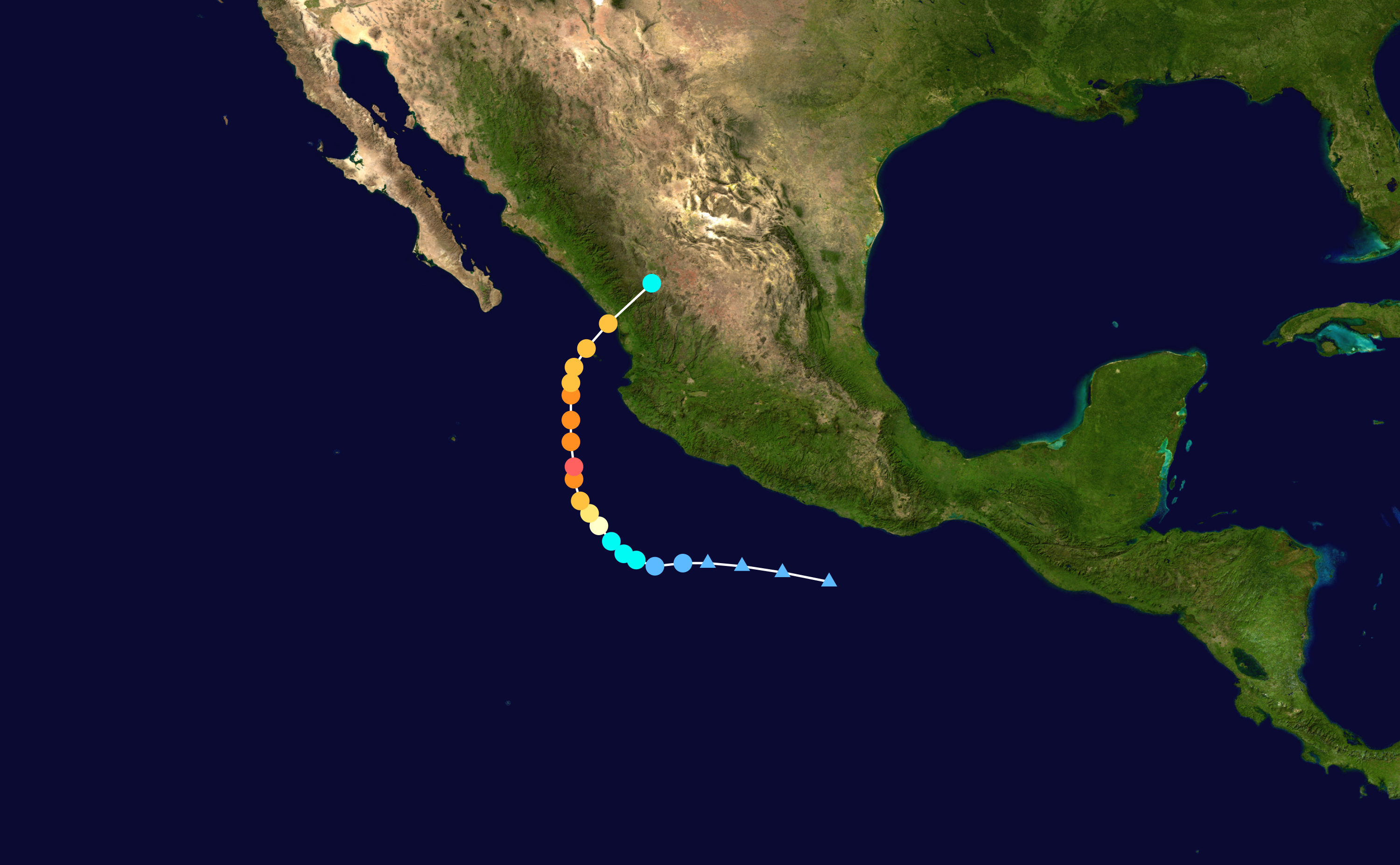
Mapa que traza la trayectoria y la intensidad de la tormenta, de acuerdo con la escala de huracanes de Saffir-Simpson

El huracán Willa se originó en una onda tropical del Atlántico que el Centro Nacional de Huracanes comenzó a monitorear en el suroeste del Mar Caribe, el 14 de octubre, que había desarrollado un área de baja presión en el mismo día. Al día siguiente, el sistema se organizó mejor al sureste de la península de Yucatán, y la tormenta encontró condiciones más favorables a medida que se acercaba a la tierra; se programó una aeronave de cazadores de huracanes para inspeccionar el sistema para un mayor desarrollo. Sin embargo, la organización se vio obstaculizada ya que el sistema llegó rápidamente a tierra en Belice al día siguiente. A principios del 17 de octubre, la onda tropical se trasladó al Pacífico oriental y se organizó rápidamente; sin embargo, el sistema no se unió en un ciclón tropical y se desorganizó cada vez más al día siguiente, también se alargó. A las 00:00 UTC del 19 de octubre, un nuevo canal de baja presión desarrollado al este de la baja original, La cual organizó en tormenta tropical Vicente ese mismo día. El sistema original de baja al oeste se organizó gradualmente mientras se movía hacia el oeste y, a principios del 20 de octubre, el sistema se convirtió en depresión tropical Veinticuatro-E cuando estaba ubicado frente a la costa del suroeste de México. Varias horas después, a las 15:00 UTC, el sistema se convirtió en una tormenta tropical y recibió el nombre de Willa.
A principios del 21 de octubre, Willa experimentó una rápida intensificación y se convirtió en un huracán de categoría 1. Se produjo una mayor intensificación rápida y Willa se convirtió en un huracán de categoría 3 a las 21:00 UTC, solo doce horas después de alcanzar el estado de huracán, convirtiéndose en el décimo huracán más intensa de la temporada. Poco después, a las 22:30 UTC, Willa se intensificó aún más en un huracán de categoría 4, convirtiéndose en el noveno año en el Pacífico oriental. A las 15:00 UTC del 22 de octubre, Willa alcanzó su intensidad máxima como el tercer huracán de categoría 5 del año. Posteriormente, Willa comenzó a debilitarse, debido al comienzo de un ciclo de reemplazo de la pared del ojo, que se debilitó a un huracán de categoría 4 de alto nivel seis horas después. Willa encontró cizalladura del viento y se debilitó aún más en un huracán de categoría 3 al día siguiente, antes de tocar tierra con intensidad de categoría 3 a la 1:00 UTC del 24 de octubre (7:00 p. m. el 23 de octubre, hora local), en Sinaloa, suroeste de México. Después de tocar tierra, Willa se debilitó rápidamente, disipándose el 24 de octubre sobre el noreste de México.

## Preparaciones

Velocidad máxima del viento sostenida y presión mínima del huracán Willa

### Noroeste de México
El 21 de octubre, a las 15:00 UTC, el Gobierno de México emitió una Vigilancia de Huracanes para la costa occidental de México desde San Blas a Mazatlán, y una Vigilancia de tormenta tropical desde Playa Perula a San Blas. A las 21:00 UTC, la alerta de tormenta tropical de Playa Perula a San Blas se cambió a Advertencia de tormenta tropical. Al mismo tiempo, se emitió una alerta de tormenta tropical para Mazatlán a Bahía Tempehuaya. A las 03:00 UTC del 22 de octubre, la vigilancia de huracán de San Blas a Mazatlán fue reemplazado por una advertencia de huracán. Las advertencias se suspendieron el 24 de octubre, luego de que Willa se debilitara a causa de una tormenta tropical sobre Durango.
El gobernador de Sinaloa, Quirino Ordaz Coppel, declaró el estado de emergencia para siete municipios. Alrededor de 13,000 personas evacuaron sus hogares debido a la tormenta, utilizando 2,900 refugios, asistidos por el Ejército Mexicano, la Armada y equipos de emergencia. Negocios e industrias en el camino de la tormenta cerrado. El Aeropuerto Internacional de Mazatlán cerró durante la tormenta, al igual que los hoteles cercanos. El 23 de octubre, Vicente y Willa obligaron juntos al crucero Norwegian Bliss a desviarse a San Diego, California.

## Repercusiones
hubo grandes crecientes en los ríos; Rio de Acaponeta, Rio grande de Santiago, Rio San Pedro. causando grandes inundaciones en Nayarit en donde el agua llegaba hasta los 1.20 metros en las casas y familias perdieron todos sus muebles y cosas, debido a que el malecón de Tuxpan se quebró inundando todo el pueblo.    